# 畑中理
畑中 理（はたなか おさむ）は日本の陸軍軍人。

## 概要
陸軍中野学校卒業。敗戦後の日本が朝鮮に残した残置諜者であるとされる。任務は日本の敗戦後にソ連が朝鮮に進出して、そこからソ連が日本に攻めて来て日本を赤化することを防ぐためだったとされる。
金日成がロシアを訪問中に、金日成の嫁であった金聖愛と畑中理との間に子供ができて、その子供が金正日であるという説がある。金正日と横田めぐみとの間に子供がいて、金正恩もその一人であるため、金正恩は畑中理の孫であるという説がある。また、北朝鮮の初代副首相である金策とは、同一人物であるとの説もある。